# Resapamea
Resapamea là một chi bướm đêm thuộc họ Noctuidae.

## Loài
- Resapamea alticola (Ronkay & Varga, 1998)
- Resapamea enargia (Barnes & Benjamin, 1926)
- Resapamea hedeni (Graeser, [1889])
- Resapamea innota (Smith, 1908)
- Resapamea megaleuca (Varga & Ronkay, 1992)
- Resapamea passer (Guenée, 1852) (đồng nghĩa: Luperina virguncula (Smith, 1899), Luperina morna (Strecker, 1878))
- Resapamea stipata (Morrison, 1875)
- Resapamea tibeticola (Varga & Ronkay, 1992)
- Resapamea trigona (Smith, 1902)
- Resapamea vaskeni (Varga, 1979)
- Resapamea venosa (Smith, 1903)

## Hình ảnh

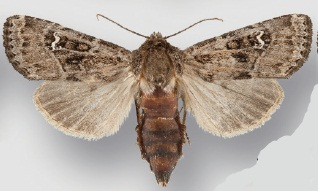
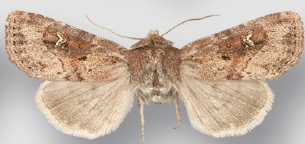
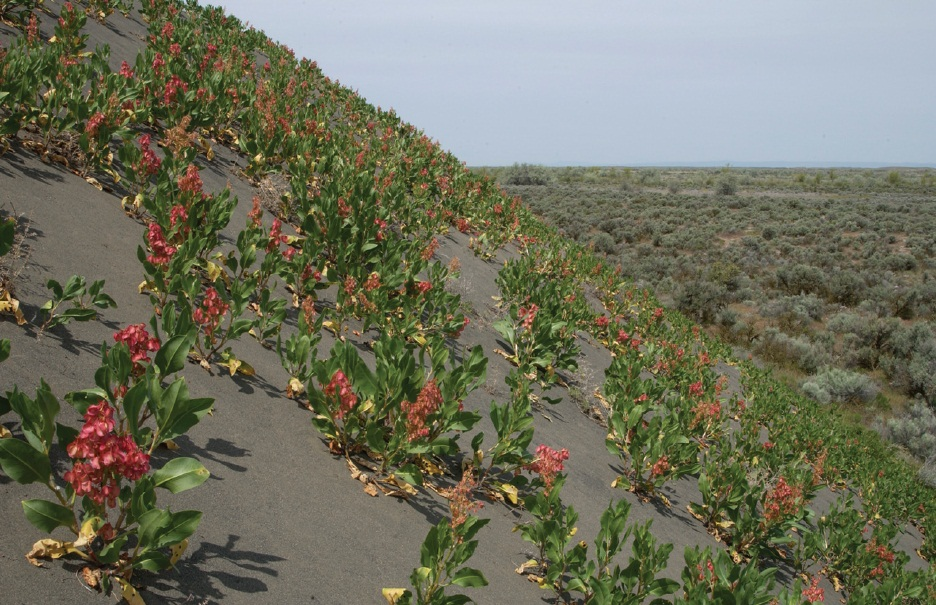
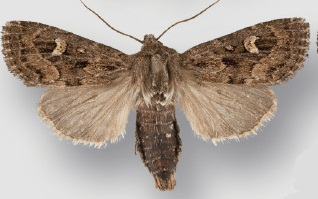